# Marcel·lià Coquillat i Llofriu
Marcel·lià Coquillat i Llofriu   (Elx, 1865 - Busot, 28 de desembre de 1924) fou un arquitecte entre el modernisme i el noucentisme.

## Biografia
Va estudiar arquitectura a Barcelona, on es va titular el 17 de febrer de 1892. La seva producció va estar centrada a Sant Just Desvern i Barcelona. Va col·laborar amb altres arquitectes com Arnald Calvet i Peyronill al mercat de Sarrià i al tancament de Villa Conchita de Barcelona; o amb Juli Marial i Tey a la Torre Sant Miquel de la Garriga.
Entre 1903 i 1905 va realitzar altruistament les obres de restauració de l'església parroquial de Santa Maria a la seva ciutat natal d'Elx. Aquest fet li va suposar el nomenament de fill predilecte i li varen posar el seu nom a un carrer.

## Obres

### Barcelona
| Any  | Nom                                          | Ubicació                                                                                      | Descripció | Estat    | Foto                  |
| ---- | -------------------------------------------- | --------------------------------------------------------------------------------------------- | --- | -------- | --------------------- |
| 1901 | Casa Jan Rocamora                            | Méndez Núñez, 6 41° 23′ 28.91″ N, 2° 9′ 54.69″ E / 41.3913639°N,2.1651917°E                   | | Correcte | Casa Jan Rocamora     |
| 1908 | Casa Montserrat Comas (reforma)              | Rambla, 84 41° 22′ 53.702″ N, 2° 10′ 23.326″ E / 41.38158389°N,2.17314611°E                   | | Correcte |                       |
| 1908 | Casa Francesc Tarragó                        | Girona, 133 41° 23′ 52.46″ N, 2° 10′ 0.62″ E / 41.3979056°N,2.1668389°E                       | | Correcte | Casa Francesc Tarragó |
| 1911 | Mercat de Sarrià                             | Pg. Reina Elisenda de Montcada, 8 41° 23′ 59.29″ N, 2° 7′ 14.45″ E / 41.3998028°N,2.1206806°E | L'obra va ser realitzada junt amb Arnald Calvet i Peyronill. És una construcció de planta rectangular d'obra vista amb estructura metàl·lica que es recolza sobre pilars de fosa. Està dotat d'àmplies obertures que permeten il·luminació i ventilació adequades. Destaquen l'ús del maó vist i els elements de coronament de façana, especialment el central, que emfasitza l'entrada. Va ser reformat el 1967                                                                                            | Correcte | Mercat de Sarrià      |
| 1912 | Portal, tanca i escalinata de Villa Conchita | Pg. Mare de Déu del Coll, 81 41° 25′ 9.34″ N, 2° 8′ 54.76″ E / 41.4192611°N,2.1485444°E       | Conjunt configurat per portal, mur de tancament i escales d'accés a la Villa Conchita. És una solució compositivament exemplar amb una conjunció de paredat i maó vist. El mur es calat, com una mena de gelosia d'obra vista a la part que dona a l'escala. La barana de coronament presenta elements ceràmics de trencadís que també són utilitzats als esglaons i en la llinda de la porta d'accés amb el nom de la finca. La reixa de la porta d'entrada és un element destacable del conjunt.          | Regular  | Villa Conchita        |
| 1916 | Casa Delfina Bonet                           | Pg. Gràcia, 39 41° 23′ 28.91″ N, 2° 9′ 54.69″ E / 41.3913639°N,2.1651917°E                    | Edifici de planta baixa i cinc plantes pisos que, tot i estar ubicada a la mansana de la Discòrdia, no forma part del grup de la casa Lleó i Morera, la casa Amatller i la casa Batlló. Resolta amb un classicisme poc brillant, que no té res a veure amb l'arquitectura modernista dels edificis veïns. La façana actual és el producte d'una reforma realitzada el 1915, en la qual tan sols destaquen les finestres italianitzants de les plantes primera i segona i de l'element central de coronament | Correcte | casa Josefina Bonet   |
| 1917 | Casa rectoral de Sant Vicenç de Sarrià       | Rector Voltà, 5 41° 23′ 58.1″ N, 2° 7′ 16.48″ E / 41.399472°N,2.1212444°E                     | L'edifici amb planta baixa i dues plantes. El balcó de la primera planta, col·locat sobre la porta d'entrada, emfasitza aquesta i forma l'eix central de composició de la façana. Cal destacar la importància del ràfec i les dobles obertures de la planta segona. Un dels edificis més representatius del nucli del voltant de l'església. | Regular  | Rectoria de Sarrià    |

### La Garriga
| Any  | Nom | Ubicació                                                                   | Descripció | Estat   | Foto |
| ---- | --- | -------------------------------------------------------------------------- | --- | ------- | ---- |
| 1886 | Torre Sant Miquel<ref«Torre Sant Miquel». Inventari del Patrimoni Arquitectònic de Catalunya. Generalitat de Catalunya. Departament de Cultura. Direcció General del Patrimoni Cultural. </ref> | Ronda del Carril, 67-71 41° 40′ 57″ N, 2° 17′ 21″ E / 41.68250°N,2.28917°E | L'edifici original és obra de Juli Marial i Tey de 1886. L'any 1916, quan la casa era propietat d'Enriqueta Felip Cintes, s'afegeix la segona planta segons el projecte de Coquillat. | Regular |      |

### Rajadell
| Any  | Nom                                   | Ubicació    | Descripció | Estat    | Foto |
| ---- | ------------------------------------- | ----------- | --- | -------- | ---- |
| 1922 | Capella de la Mare de Déu dels Àngels | Can Noguera | Es tracta de la capella privada de Can Noguera, una masia tradicional del segle xvi que va ser convertida en edifici modernista a finals del segle xix per Alexandre Soler i March i modificada el 1902 per Ignasi Oms i Ponsa. La capella presenta planta de creu grega i està coberta amb una cúpula rematada per un cimbori amb petites obertures rectangulars. El material constructiu és la pedra, que s'ha pintat en l'exterior, amb les cantoneres de carreus perfectament escairats i simètrics, també pintats. La façana principal té un frontó amb un petit rosetó d'estil historicista, i una gran balustrada. Hi ha diverses obertures ovals a diferents alçades, totes de petit mida. L'absis compta amb petites absidioles de menor alçada. | Correcte |      |

### Sant Just Desvern
| Any       | Nom                                 | Ubicació                                                                               | Descripció | Estat    | Foto                     |
| --------- | ----------------------------------- | -------------------------------------------------------------------------------------- | --- | -------- | ------------------------ |
| 1904-1905 | Can Ginestar                        | Carles Mercadé, 17 41° 23′ 13″ N, 2° 4′ 32.5″ E / 41.38694°N,2.075694°E                | Entre 1904 i 1905 el propietari de la finca, Joan Baptista Modolell, hereu d'una antiga família benestant santjustenca, va encarregar la reforma completa de l'edifici, que va dur a terme l'arquitecte Marcel·lià Coquillat i Llofriu en estil modernista amb clares influències neogòtiques. Per a obtenir una façana simètrica Coquillat hi adossà al cos central a la banda de l'est una capella de les mateixes dimensions que la galeria a la banda de l'oest. | Correcte | Can Ginestar             |
| 1910      | Torre Pons                          | Miquel Reverter, 7 41° 23′ 11.24″ N, 2° 4′ 27.45″ E / 41.3864556°N,2.0742917°E         | Casa unifamiliar encarregada pel comerciant de camises Fabià Pons com a casa d'estiueig. Rodejada d'un jardí, consta de planta i un pis amb una torre quadrada i teulat a quatre vents, amb teules de ceràmica vidriada de colors. Destaca el contrast del color blanc de l'estucat de les façanes amb les cantoneres i bandes ornamentals al voltant dels buits fets en maó vermell.                                                                                | ?        | Torre Pons               |
| 1911      | Can Pruna                           | carrer Marquès de Monistrol 11 41° 22′ 59″ N, 2° 4′ 34″ E / 41.38306°N,2.07611°E       | La casa va ser un encàrrec de Pere Pruna i Folch l'any 1909. Va ser restaurada el 1997. Casa unifamiliar de planta baixa i pis amb façana simètrica, organitzada amb tres obertures per pis decorades amb un guardapols d'inspiració tardogòtica, que emmarca uns plafons esgrafiats. Al capcer hi ha l'escut de la Mancomunitat de Catalunya. Destaca el treball de forja de la barana del balcó.                                                                   | Correcte | Casa Pruna               |
| 1916      | Casa Bassols i casa Solé            | carrer Major, 43 i 45 41° 22′ 51.74″ N, 2° 4′ 38″ E / 41.3810389°N,2.07722°E           | Són dues cases d'estil semblant i encarades amb una simetria formada per les seves torres-mirador. Són dos edificis de planta quadrada amb planta baixa i pis. Les cobertes d'ambdós edificis són diferents, una de tipus clàssic amb teula vidriada i l'altra amb teula negra i major inclinació, a l'estil centreeuropeu. | Correcte | Casa Bassols i casa Solé |
| 1918      | Torre de la Immaculada, Casa Canals | carrer Mossèn Antonino Tenes, 1 41° 22′ 51.74″ N, 2° 4′ 38″ E / 41.3810389°N,2.07722°E | El projecte va ser encarregat per Lluís Canals Puig-Oriol el 1917 i es construí el 1918 (segons el cadastre). En el 1925 es reforma i s'amplia per al mateix propietari (plànols de Josep Alemany). | ?        | Torre de la Immaculada   |

### Sitges
| Any  | Nom                          | Ubicació                                                                           | Descripció                                        | Estat | Foto                         |
| ---- | ---------------------------- | ---------------------------------------------------------------------------------- | ------------------------------------------------- | ----- | ---------------------------- |
| 1909 | Casa Gili i Casanovas        | passeig de la Ribera 50 41° 14′ 14.9″ N, 1° 48′ 32.92″ E / 41.237472°N,1.8091444°E |                                                   | ?     | Casa Dolors Gili i Casanovas |
| 1913 | Casa Daniel Robert (reforma) | carrer Sant Bartomeu 24 41° 14′ 14.9″ N, 1° 48′ 32.92″ E / 41.237472°N,1.8091444°E | Es tracta d'una reforma sobre un edifici de 1882. | ?     | Casa Daniel Robert           |

### Cartagena
1906 Casa Maestre situada a la plaça de San Francisco. N'és l'autor del projecte. La direcció d'obres va anar a càrrec de Victor Beltrí. Es diu que està inspirada en la Casa Calvet d'Antoni Gaudí.